# Ossian Skiöld
Pour les articles homonymes, voir Skiöld.
Ossian Esaias Skiöld (né le 22 juin 1889 à Appuna) est un athlète suédois spécialiste du lancer de marteau. Licencié au IFK Eskilstuna, il mesurait 1,88 m pour 110 kg.

## Biographie

### Palmarès
| Date | Compétition           | Lieu        | Résultat | Performance |
| ---- | --------------------- | ----------- | -------- | ----------- |
| 1924 | Jeux olympiques d'été | Paris       | 5e       | 45,28 m     |
| 1928 | Jeux olympiques d'été | Amsterdam   | 2e       | 51,29 m     |
| 1932 | Jeux olympiques d'été | Los Angeles | 4e       | 49,25 m     |
| 1934 | Championnats d'Europe | Turin       | 4e       | 47,42 m     |

### Records
| Épreuve           | Performance | Lieu | Date |
| ----------------- | ----------- | ---- | ---- |
| Lancer de marteau | 53,85 m     |      | 1927 |